# Mecánica de rocas
Mecánica de rocas es la ciencia teórica y aplicada al comportamiento mecánico de rocas y de macizos rocosos. Tal como en geología, es la rama de la mecánica concerniente a la respuesta de estos entes litológicos a los campos de fuerzas de su ambiente físico.
La mecánica de rocas forma parte de la geomecánica, disciplina relativa a las respuestas mecánicas de todos los materiales geológicos, incluidos los suelos. Aplicada a ingeniería geológica, ingeniería de minas, del petróleo y civil, se enfoca a puesta en operación de los principios de ingeniería mecánica a diseño de estructuras litológicas generadas por:
- Minado
- Perforación
- Extracción de hidrocarburos de los yacimientos
- Túneles
- Tiros de minas
- Excavaciones subterráneas
- Minas a cielo abierto (tajos)
- Pozos de petróleo y de gas
- Cortes de carreteras
- Rellenos sanitarios
- Otras estructuras construidas en –o de– rocas

También incluye diseño de sistemas de refuerzo estructural, tales como patrones de anclaje de rocas.

## Geomecánica
El término geomecánica se aplica a la disciplina relacionada con la ingeniería geológica principalmente, y otras ramas como la ingeniería civil, ingeniería de minas y la geofísica, para estudio de las condiciones de estabilidad, deformación y resistencia de macizos rocosos. Parcialmente, se le puede considerar sinónimo de mecánica de rocas, pues además comprende mecánica de suelos.
La geomecánica se distingue de la geotecnia en que en ésta se atienden principalmente terrenos no consolidados. En algunos casos, para el avance y la culminación de proyectos constructivos, las características geológicas locales requieren integración de ambas disciplinas. Se puede dividir en:
- Geomecánica de superficie
- Geomecánica aplicada al subsuelo

### Geomecánica de superficie
De manera prevalente, en esta rama se estudia:
- Estabilidad de:

1. Taludes rocosos
2. Colapsos rocosos.
3. Túneles de carreteras y ferrovías.

- Caracterización de macizos rocosos: bloques de rocas separados por superficies o juntas de discontinuidad y determinación de sus factores de seguridad.
- Características y estabilidad de rocas destinadas a cimentación de obras edilicias importantes como estribos de represas y de puentes así como pilares de puentes.

### Geomecánica aplicada al subsuelo
En esta rama, principalmente desarrollada en el ámbito de la investigación petrolera, se indagan primordialmente las propiedades geomecánicas de las rocas atravesadas (o por atravesar) por la perforación de un pozo, con el fin de:
- Determinar y cuantificar la dirección del campo de esfuerzos existente en el subsuelo.
- Aportar indicaciones de la ventana de valores óptimos de densidad del lodo de perforación, para evitar:

1. Derrumbes de las paredes del pozo
2. Fracturación involuntaria de las paredes de roca circundante al pozo.

- Indicar la dirección y el mejor perfil de perforación de un pozo para garantizar la estabilidad.
- Estimar la posibilidad de irrupción de arena asociada a la de hidrocarburos durante la etapa productiva de un pozo, a fin de prevenirla.
- Aportar los valores de presión de fracturación requeridos en caso de estimulación mecánica del pozo.
- Determinar las características óptimas de la barrena de perforación que se utilizará.